# Vridning

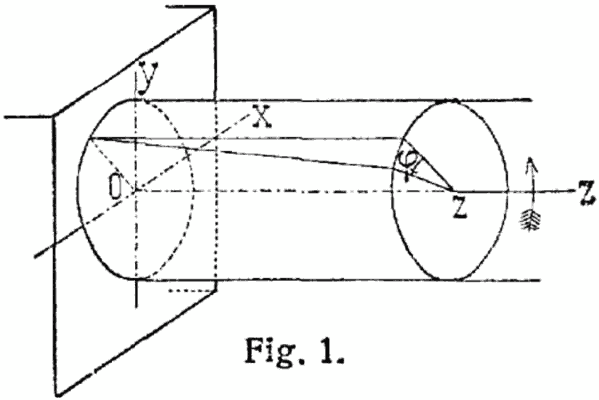
Vridning

Vridning är deformation kring en rotationsaxel, till exempel när en stång eller balk som är fäst i sin ena ände vrids runt sin längdaxel.
Vridning skapas av vridmoment.
Om stavens tvärsnitt är cirkulärt med radien r och dess längd är l är sambandet mellan momentet M och vridningsvinkeln φ vid den fria ändan
M = D ⋅ φ,
där D är direktionskonstanten, som har värdet
D = G ⋅ π ⋅ r4/(2 ⋅ l)
där G är torsionsmodulen, en materialkonstant.